# فیات ۵۱۲
فیات ۵۱۲ (Fiat 512) خودرویی است که در سال‌های ۱۹۲۶ تا ۱۹۲۸تولید شده‌است.
طراحی آن خودروهای موتور جلو-محور عقب بوده وزن آن در حالت طبیعی ۱٬۷۵۰ کیلوگرم (۳٬۸۶۰ پوند)  است.
موتور آن ۳۴۴۶ سی‌سی سیستم جعبه‌دندهٔ آن ۴ دنده به صورت دستی است.